# Renato Ronconi
Renato Ronconi (Cesena, 9 novembre 1939) è un ex calciatore italiano, di ruolo attaccante.

## Biografia
Una volta terminata la carriera di calciatore ha aperto una serie di negozi di abbigliamento sparsi tra Marche ed Emilia-Romagna.

## Carriera

### Giocatore
Disputa il suo primo campionato in prima squadra a 16 anni con il Cesena in Promozione; rimane nella squadra della sua città natale fino al 1958, conquistando anche una promozione in IV Serie al termine della stagione 1956-1957.
In seguito gioca per una stagione al Verona, in Serie B, categoria in cui realizza 3 reti in 11 partite di campionato giocate..
Passa poi al Forlì, con cui gioca due campionati consecutivi in Serie C, con un bilancio di 61 presenze e 15 reti in incontri di campionato.
Nell'estate del 1961 viene quindi acquistato dal Cagliari, con cui vince il campionato d Serie C segnando 5 gol in 32 partite. Rimane alla squadra sarda per altri due anni, nel secondo dei quali conquista una promozione in Serie A, per un totale di altri 6 gol in 43 presenze nella serie cadetta.
Rimane poi per un altro anno in Sardegna, alla Torres in Serie C, per poi passare alla Salernitana. Con la squadra campana mette a segno 4 gol in 17 partite e vince per la seconda volta in carriera il campionato di Serie C.
Torna poi per un anno al Cesena, nel frattempo risalito fino alla Serie C, prima di chiudere la carriera alla Salernitana, nel frattempo nuovamente retrocessa in terza serie.

### Allenatore
Dopo il ritiro ha allenato per alcune stagioni nel settore giovanile del Cesena.

## Palmarès

### Club

#### Competizioni nazionali
- Serie C: 2

Cagliari: 1961-1962
Salernitana: 1965-1966

#### Competizioni regionali
- Promozione: 1

Cesena: 1956-1957